# 1328
1328 је била преступна година.

## Смрти
- 1. фебруар —Карло IV Лепи, француски краљ